# Percival Bailey
Percival Bailey (* 9. Mai 1892 in Mount Vernon/Illinois; † 10. August 1973 in Evanston/Illinois) war ein US-amerikanischer Neurologe, Chirurg und Neurochirurg sowie Psychiater.
Bailey studierte an der University of Chicago und der Northwestern University. Er promovierte 1918 an der University of Chicago.  1919 wurde er Assistent von Harvey Williams Cushing am Peter Bent Brigham Hospital in Boston. Von 1926 bis 1928 arbeitete er an der Harvard Medical School.
1929 wurde er Professor an der University of Chicago.
Er führte u. a. 1951 die Temporallappenresektion bei medikamentös nicht erfolgreich behandelbarer Temporallappenepilepsie ein.
Von 1953 bis 1954 war er Präsident der US-amerikanischen Liga gegen Epilepsie (seit 1971: US-amerikanische Epilepsiegesellschaft; American Epilepsy Society [AES]).

## Auszeichnungen
- 1953 Mitglied der National Academy of Sciences
- 1954 Otfrid-Foerster-Medaille der Deutschen Gesellschaft für Neurochirurgie

## Veröffentlichungen (Auswahl)
- mit Harvey W. Cushing: Medullablastoma cerebelli: a common type of midcerebellar glioma of childhood. In: Archives of Neurology and Psychiatry. Chicago, 14, 1925, S. 192–224.
- mit H. W. Cushing: A Classification of the Tumors of the Glioma Group on a Histogenetic Basis with a Correlated Study of Prognosis. J. B. Lippincott, Philadelphia 1926. (Reprint: New York 1970; deutsche Übersetzung von A. Cammann: Die Gewebsverschiedenheiten der Hirngliome und ihre Bedeutung für die Prognose. Gustav Fischer Verlag, Jena 1930)
- mit H. W. Cushing: Tumors Arising from the Blood Vessels of the Brain. Angiomatous Malformations and Hemangioblastomas. C. C. Thomas, Springfield - Baltimore 1928.
- Intracranial Tumours. C. C. Thomas, Springfield, Illinois 1933. (deutsch: P. Bailey: Die Hirngeschwülste. F. Enke, Stuttgart 1936)
- mit D. N. Buchanan und Paul Bucy: Intracranial Tumors of Infancy and Childhood. University of Chicago Press, Chicago 1939.
- mit G. von Bonin: The Isocortex of Man. University of Illinois Press, Urbana, Illinois 1951.
- als Hrsg. mit M. Baldwin: Temporal Lobe Epilepsy. C. C. Thomas, Springfield, Illinois 1958.
- mit G. Schaltenbrand: Einführung in die stereotaktischen Operationen / Introduction to Stereotaxis. 3 Bände / 3 volumes. G. Thieme / Grune & Stratton, Stuttgart / New York 1959.